# 두 자녀 정책
두 자녀 정책은 중국에서 한 가구당 두 자녀만을 낳을 수 있게 하는 인구 제한 정책이다. 그동안 중국에서는 저출산과 고령화로 인해 노동인구 감소와 심각한 사회 문제가 발생했고 2016년 1월 1일을 기해 35년 동안 시행해 온 한 아이 정책을 폐지하고 두 자녀 정책을 시행하게 되었다.

## 장점
- 현재 중국의 출산율 하락세에 속도를 늦출 수 있다.
- 이전 한 아이 정책으로 인해 강제적으로 아이를 못 낳은 부부들이 아이를 출산할 수 있게 된다.
- 두 아이를 낳을 수 있게 되면서 이른바 '소황제'들이 사라지게 된다.
- 중국의 영유아 시장이 점차 커지고 있다.

## 단점
- 출생률이 증가할 것이라고 기대하였지만 출생률은 지속적으로 하락하고 있다. 2018년 출생아 수는 2017년의 1,723만 명, 2016년의 1,785만 명에 비해 200만 명 이상이 적으며 출산율이 10.94%이다. 중국이 강대국으로 성장하는 시점에서 인구의 하락세로 인해 더 크게 발전하지 못한다.

## 같이 보기
- 한 자녀 정책